# Lambula melaleuca
Lambula melaleuca là một loài bướm đêm thuộc phân họ Arctiinae, họ Erebidae.